# Ducado de Tamames
El ducado de Tamames es un título nobiliario español creado el 23 de mayo de 1805 por el rey Carlos IV, con Grandeza de España, a favor de Antonio María Mesía del Barco y Castro, XXII señor de Tamames, VII marqués de Campollano.

## Denominación
Su denominación hace referencia a la localidad de Tamames (Salamanca), de cuyo señorío eran poseedores en 1805 la familia Mesía del Barco.

## Duques de Tamames

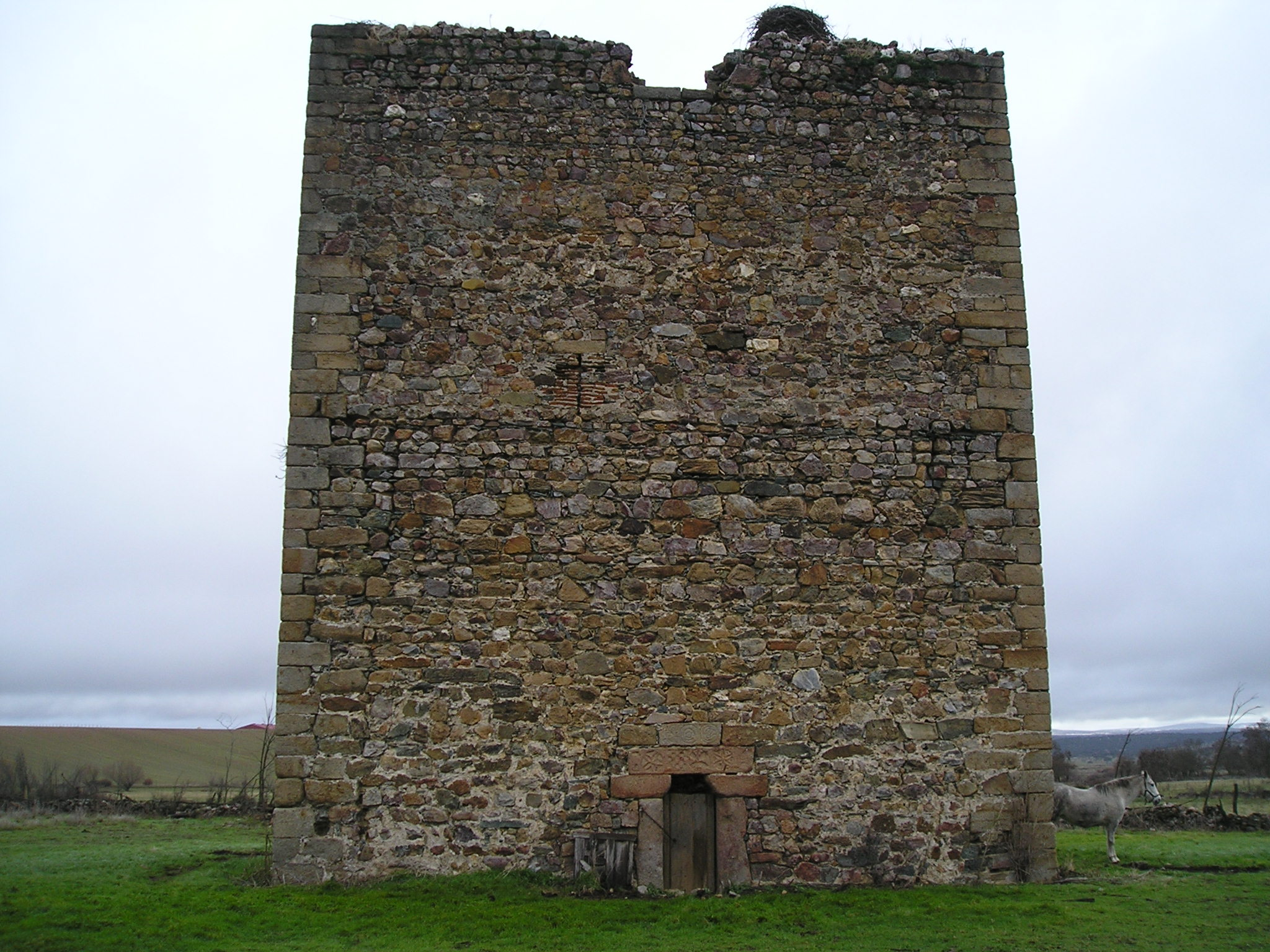
Torreón de Tamames

|                        | Titular                                        | Periodo                |
| Creación por Carlos IV | Creación por Carlos IV                         | Creación por Carlos IV |
| ---------------------- | ---------------------------------------------- | ---------------------- |
| I                      | Antonio María Mesía del Barco y Castro         | 1805-1804              |
| II                     | José María Mesía del Barco y Garro             | 1805-1835              |
| III                    | José Mesía del Barco y Pando                   | 1850-1868              |
| IV                     | José Mesía del Barco y Gayoso de los Cobos     | 1869-1917              |
| V                      | José María Mesía del Barco y Fitz-James Stuart | 1918-1953              |
| VI                     | José Mesía y Lesseps                           | 1953-1970              |
| VII                    | José Luis Mesía y Figueroa                     | 1971 -2018             |
| VIII                   | Juan José Mesía y Medina                       | 2022-hoy               |

## Historia de los duques de Tamames
- Antonio María Mesía del Barco y Castro (m. 26 de noviembre de 1804), I duque de Tamames,[3]  XXII señor de Tamames, VI marqués de Campollano.

Casó el 25 de junio de 1776 con María Ildefonsa Garro y Arízcum. Le sucedió su hijo:
- José María Mesía del Barco y Garro (m. 10 de diciembre de 1835[5]), II duque de Tamames[4] y VII marqués de Campollano.

Casó en primeras nupcias en 1806 con María Antonia Fernández de Córdoba. Contrajo un segundo matrimonio el 8 de julio de 1817 con María de la Concepción Pando y Fernández de Pinedo, hija de Francisco de Paula Pando Ávila y Dávila, III conde de Villapaterna,I marqués de Miraflores. Le sucedió su hijo del segundo matrimonio:
- José Mesía del Barco y Pando (1819-baut. Madrid, 12 de mayo de 1819-14 de junio de 1868), III duque de Tamames,[4] VIII marqués de Campollano y senador vitalicio (1862-1868).[5]

Casó en primeras nupcias el 25 de julio de 1842 con María de la Paz de Queralt y Bucareli (m. 1850) y en segundas con Ángela Gayoso de los Cobos y Téllez-Girón. Le sucedió, de su segundo matrimonio, su hijo:

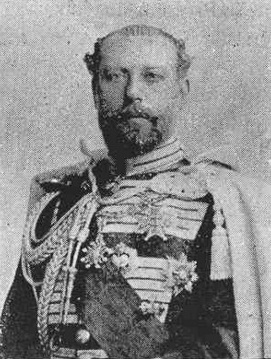
José Messía y Gayoso, IV duque de Tamames

- José Mesía del Barco y Gayoso de los Cobos (16 de mayo de 1853-18 de mayo de 1917), IV duque de Tamames,[4] IX marqués de Campollano, diputado a las Cortes por el distrito de Ledesma (1886-1910) y senador vitalicio por derecho propio como grande de España.[6][7]

Casó con María Asunción Fitz-James Stuart y Portocarrero, I duquesa de Galisteo, hija mayor de Jacobo Fitz-James Stuart y Ventimiglia, XV duque de Alba y de su esposa María Francisca de Sales Portocarrero. El matrimonio está enterrado en el panteón que en 1914 mandaron construir en la ermita de Nuestra Señora de Butarque, en Leganés (Madrid). Los duques de Tamames eran propietarios de una casa palaciega en ese municipio. Le sucedió su hijo:
- José María Mesía del Barco y Fitz-James Stuart (1879-1951), V duque de Tamames, II duque de Galisteo,[8] XXI  marqués de la Bañeza, X marqués de Campollano, XXI vizconde de los Palacios de Valduerna, gentilhombre grande de España con ejercicio y servidumbre del Rey Alfonso XIII. Fue enterrado en el panteón familiar en Leganés.

Casó el 9 de enero de 1933 con María Fernanda de Verges y Audoussset, de nacionalidad francesa. Sin descendientes. Le sucedió su sobrino, hijo de Fernando Mesía del Barco y Fitz-James Stuart (n. en 1881), XXII marqués de la Bañeza y XII conde de Mora, III duque de Galisteo, gentilhombre grande de España con ejercicio y servidumbre del rey Alfonso XIII, y de  María Solange de Lesseps (f. en 1943).
- Juan Mesía y Lesseps (1917-13 de abril de 1970), VI duque de Tamames,[4] III duque de Galisteo,[8] marqués de la Bañeza, XI marqués de Campollano, XIII conde de Mora, XXIII vizconde de los Palacios de Valduerna.

Contrajo un primer matrimonio el 12 de julio de 1940 con Isabel de Figueroa y Pérez de Guzmán el Bueno. Casó en segundas nupcias con María Marta del Carril y de la Quintana. Le sucedió, de su primer matrimonio, su hijo:
- José Luis Mesía Figueroa (1941-Madrid, 27 de enero de 2018[9]), VII duque de Tamames,[4][2] XII marqués de Campollano, IV duque de Galisteo,[8] VIII conde de Torre Arias, grande de España, XIV conde de Mora, grande de España, XII marqués de Santa Marta, XII marqués de la Torre de Esteban Hambrán.

Casó el 4 de junio de 1966 con María de los Ángeles de Medina y Soriano.
- Juan José Mesía y Medina, VIII duque de Tamames.[10]

## Árbol genealógico
| Leyenda                 |
| ----------------------- |
| Titulares Pretendientes |

| Antonio María Mesía del Barco y Castro, i duque de Tamames (1805-1805)                                                | | | | | |  |  |  |  | | | | | | |  |  |  |  |                                                             |                                                             |                                                             |                                                             |                                                             |                                                             |  |  |  |  |  |  |  |  |  |  |
| | | | | | |  |  |  |  | | | | | | |  |  |  |  |                                                             |                                                             |                                                             |                                                             |                                                             |                                                             |  |  |  |  |  |  |  |  |  |  |
| José María Mesía del Barco y Garro, ii duque de Tamames (1805-1849)                                                   | | | | | |  |  |  |  | | | | | | |  |  |  |  |                                                             |                                                             |                                                             |                                                             |                                                             |                                                             |  |  |  |  |  |  |  |  |  |  |
| | | | | | |  |  |  |  | | | | | | |  |  |  |  |                                                             |                                                             |                                                             |                                                             |                                                             |                                                             |  |  |  |  |  |  |  |  |  |  |
| José Mesía del Barco y Pando, iii duque de Tamames (1850-1868)                                                        | | | | | |  |  |  |  | | | | | | |  |  |  |  |                                                             |                                                             |                                                             |                                                             |                                                             |                                                             |  |  |  |  |  |  |  |  |  |  |
| | | | | | |  |  |  |  | | | | | | |  |  |  |  |                                                             |                                                             |                                                             |                                                             |                                                             |                                                             |  |  |  |  |  |  |  |  |  |  |
| José Mesía del Barco y Gayoso de los Cobos, iv duque de Tamames (1869-1917)                                           | | | | | |  |  |  |  | | | | | | |  |  |  |  |                                                             |                                                             |                                                             |                                                             |                                                             |                                                             |  |  |  |  |  |  |  |  |  |  |
| | | | | | |  |  |  |  | | | | | | |  |  |  |  |                                                             |                                                             |                                                             |                                                             |                                                             |                                                             |  |  |  |  |  |  |  |  |  |  |
| | | | | | |  |  |  |  | | | | | | |  |  |  |  |                                                             |                                                             |                                                             |                                                             |                                                             |                                                             |  |  |  |  |  |  |  |  |  |  |
| José María Mesía del Barco y Fitz-James Stuart, v duque de Tamames, ii duque de Galisteo (1918-1933) Sin descendencia | José María Mesía del Barco y Fitz-James Stuart, v duque de Tamames, ii duque de Galisteo (1918-1933) Sin descendencia | José María Mesía del Barco y Fitz-James Stuart, v duque de Tamames, ii duque de Galisteo (1918-1933) Sin descendencia | José María Mesía del Barco y Fitz-James Stuart, v duque de Tamames, ii duque de Galisteo (1918-1933) Sin descendencia | José María Mesía del Barco y Fitz-James Stuart, v duque de Tamames, ii duque de Galisteo (1918-1933) Sin descendencia | José María Mesía del Barco y Fitz-James Stuart, v duque de Tamames, ii duque de Galisteo (1918-1933) Sin descendencia |  |  |  |  | Fernando Mesía del Barco y Fitz-James Stuart "vi duque de Tamames", "iii duque de Galisteo" xxii marqués de la Bañeza (1933-1947) | Fernando Mesía del Barco y Fitz-James Stuart "vi duque de Tamames", "iii duque de Galisteo" xxii marqués de la Bañeza (1933-1947) | Fernando Mesía del Barco y Fitz-James Stuart "vi duque de Tamames", "iii duque de Galisteo" xxii marqués de la Bañeza (1933-1947) | Fernando Mesía del Barco y Fitz-James Stuart "vi duque de Tamames", "iii duque de Galisteo" xxii marqués de la Bañeza (1933-1947) | Fernando Mesía del Barco y Fitz-James Stuart "vi duque de Tamames", "iii duque de Galisteo" xxii marqués de la Bañeza (1933-1947) | Fernando Mesía del Barco y Fitz-James Stuart "vi duque de Tamames", "iii duque de Galisteo" xxii marqués de la Bañeza (1933-1947) |  |  |  |  |                                                             |                                                             |                                                             |                                                             |                                                             |                                                             |  |  |  |  |  |  |  |  |  |  |
| José María Mesía del Barco y Fitz-James Stuart, v duque de Tamames, ii duque de Galisteo (1918-1933) Sin descendencia | José María Mesía del Barco y Fitz-James Stuart, v duque de Tamames, ii duque de Galisteo (1918-1933) Sin descendencia | José María Mesía del Barco y Fitz-James Stuart, v duque de Tamames, ii duque de Galisteo (1918-1933) Sin descendencia | José María Mesía del Barco y Fitz-James Stuart, v duque de Tamames, ii duque de Galisteo (1918-1933) Sin descendencia | José María Mesía del Barco y Fitz-James Stuart, v duque de Tamames, ii duque de Galisteo (1918-1933) Sin descendencia | José María Mesía del Barco y Fitz-James Stuart, v duque de Tamames, ii duque de Galisteo (1918-1933) Sin descendencia |  |  |  |  | Fernando Mesía del Barco y Fitz-James Stuart "vi duque de Tamames", "iii duque de Galisteo" xxii marqués de la Bañeza (1933-1947) | Fernando Mesía del Barco y Fitz-James Stuart "vi duque de Tamames", "iii duque de Galisteo" xxii marqués de la Bañeza (1933-1947) | Fernando Mesía del Barco y Fitz-James Stuart "vi duque de Tamames", "iii duque de Galisteo" xxii marqués de la Bañeza (1933-1947) | Fernando Mesía del Barco y Fitz-James Stuart "vi duque de Tamames", "iii duque de Galisteo" xxii marqués de la Bañeza (1933-1947) | Fernando Mesía del Barco y Fitz-James Stuart "vi duque de Tamames", "iii duque de Galisteo" xxii marqués de la Bañeza (1933-1947) | Fernando Mesía del Barco y Fitz-James Stuart "vi duque de Tamames", "iii duque de Galisteo" xxii marqués de la Bañeza (1933-1947) |  |  |  |  |                                                             |                                                             |                                                             |                                                             |                                                             |                                                             |  |  |  |  |  |  |  |  |  |  |
| | | | | | |  |  |  |  | Juan María Mesía del Barco y Lesseps, vi duque de Tamames, iii duque de Galisteo (1953-1970)                                      | | | | | |  |  |  |  |                                                             |                                                             |                                                             |                                                             |                                                             |                                                             |  |  |  |  |  |  |  |  |  |  |
| | | | | | |  |  |  |  | | | | | | |  |  |  |  |                                                             |                                                             |                                                             |                                                             |                                                             |                                                             |  |  |  |  |  |  |  |  |  |  |
| | | | | | |  |  |  |  | | | | | | |  |  |  |  |                                                             |                                                             |                                                             |                                                             |                                                             |                                                             |  |  |  |  |  |  |  |  |  |  |
| | | | | | |  |  |  |  | José Luis Mesía y Figueroa, vii duque de Tamames, iv duque de Galisteo (1976-2018)                                                | José Luis Mesía y Figueroa, vii duque de Tamames, iv duque de Galisteo (1976-2018)                                                | José Luis Mesía y Figueroa, vii duque de Tamames, iv duque de Galisteo (1976-2018)                                                | José Luis Mesía y Figueroa, vii duque de Tamames, iv duque de Galisteo (1976-2018)                                                | José Luis Mesía y Figueroa, vii duque de Tamames, iv duque de Galisteo (1976-2018)                                                | José Luis Mesía y Figueroa, vii duque de Tamames, iv duque de Galisteo (1976-2018)                                                |  |  |  |  | Fernando Mesía y Figueroa, xxiv marqués de la Bañeza (1976) | Fernando Mesía y Figueroa, xxiv marqués de la Bañeza (1976) | Fernando Mesía y Figueroa, xxiv marqués de la Bañeza (1976) | Fernando Mesía y Figueroa, xxiv marqués de la Bañeza (1976) | Fernando Mesía y Figueroa, xxiv marqués de la Bañeza (1976) | Fernando Mesía y Figueroa, xxiv marqués de la Bañeza (1976) |  |  |  |  |  |  |  |  |  |  |
| | | | | | |  |  |  |  | José Luis Mesía y Figueroa, vii duque de Tamames, iv duque de Galisteo (1976-2018)                                                | José Luis Mesía y Figueroa, vii duque de Tamames, iv duque de Galisteo (1976-2018)                                                | José Luis Mesía y Figueroa, vii duque de Tamames, iv duque de Galisteo (1976-2018)                                                | José Luis Mesía y Figueroa, vii duque de Tamames, iv duque de Galisteo (1976-2018)                                                | José Luis Mesía y Figueroa, vii duque de Tamames, iv duque de Galisteo (1976-2018)                                                | José Luis Mesía y Figueroa, vii duque de Tamames, iv duque de Galisteo (1976-2018)                                                |  |  |  |  | Fernando Mesía y Figueroa, xxiv marqués de la Bañeza (1976) | Fernando Mesía y Figueroa, xxiv marqués de la Bañeza (1976) | Fernando Mesía y Figueroa, xxiv marqués de la Bañeza (1976) | Fernando Mesía y Figueroa, xxiv marqués de la Bañeza (1976) | Fernando Mesía y Figueroa, xxiv marqués de la Bañeza (1976) | Fernando Mesía y Figueroa, xxiv marqués de la Bañeza (1976) |  |  |  |  |  |  |  |  |  |  |
| | | | | | |  |  |  |  | | | | | | |  |  |  |  |                                                             |                                                             |                                                             |                                                             |                                                             |                                                             |  |  |  |  |  |  |  |  |  |  |
| | | | | | |  |  |  |  | Juan José Mesía y Medina, viii duque de Tamames, v duque de Galisteo (2017)                                                       | Juan José Mesía y Medina, viii duque de Tamames, v duque de Galisteo (2017)                                                       | Juan José Mesía y Medina, viii duque de Tamames, v duque de Galisteo (2017)                                                       | Juan José Mesía y Medina, viii duque de Tamames, v duque de Galisteo (2017)                                                       | Juan José Mesía y Medina, viii duque de Tamames, v duque de Galisteo (2017)                                                       | Juan José Mesía y Medina, viii duque de Tamames, v duque de Galisteo (2017)                                                       |  |  |  |  | Luis Mesía y Medina, xvi conde de Mora (2011)               | Luis Mesía y Medina, xvi conde de Mora (2011)               | Luis Mesía y Medina, xvi conde de Mora (2011)               | Luis Mesía y Medina, xvi conde de Mora (2011)               | Luis Mesía y Medina, xvi conde de Mora (2011)               | Luis Mesía y Medina, xvi conde de Mora (2011)               |  |  |  |  |  |  |  |  |  |  |
| | | | | | |  |  |  |  | Juan José Mesía y Medina, viii duque de Tamames, v duque de Galisteo (2017)                                                       | Juan José Mesía y Medina, viii duque de Tamames, v duque de Galisteo (2017)                                                       | Juan José Mesía y Medina, viii duque de Tamames, v duque de Galisteo (2017)                                                       | Juan José Mesía y Medina, viii duque de Tamames, v duque de Galisteo (2017)                                                       | Juan José Mesía y Medina, viii duque de Tamames, v duque de Galisteo (2017)                                                       | Juan José Mesía y Medina, viii duque de Tamames, v duque de Galisteo (2017)                                                       |  |  |  |  | Luis Mesía y Medina, xvi conde de Mora (2011)               | Luis Mesía y Medina, xvi conde de Mora (2011)               | Luis Mesía y Medina, xvi conde de Mora (2011)               | Luis Mesía y Medina, xvi conde de Mora (2011)               | Luis Mesía y Medina, xvi conde de Mora (2011)               | Luis Mesía y Medina, xvi conde de Mora (2011)               |  |  |  |  |  |  |  |  |  |  |
| | | | | | |  |  |  |  | Jimena Mesía | | | | | |  |  |  |  |                                                             |                                                             |                                                             |                                                             |                                                             |                                                             |  |  |  |  |  |  |  |  |  |  |